# Ciîjîci, Jîdaciv
Ciîjîci (în ucraineană Чижичі) este un sat în comuna Vîbranivka din raionul Jîdaciv, regiunea Liov, Ucraina.

## Demografie
Componența lingvistică a localității Ciîjîci
     Ucraineană (100%)
Conform recensământului din 2001, toată populația localității Ciîjîci era vorbitoare de ucraineană (100%).